# Drake Diener
Drake Richard Diener (* 19. Dezember 1981 in Fond du Lac, Wisconsin) ist ein ehemaliger US-amerikanischer Basketballspieler. Nach dem Studium in seinem Heimatland wurde Diener trotz einer Morbus-Crohn-Erkrankung, die ihn zu einer einjährigen Pause zwang, 2006 Profi und spielte bislang ausschließlich für italienische Vereine. Nach Start in der zweiten Liga Legadue spielte Diener bald für erstklassige Vereine und gewann 2008 bei einem kurzen Engagement für Montepaschi Siena die italienische Meisterschaft. 2014 gewann er mit Banco di Sardegna Sassari den italienischen Pokalwettbewerb und wurde zum MVP der regulären Saison der Lega Basket Serie A gewählt.

## Karriere
Diener ging zum Studium aus seinem Heimatort an die DePaul University in Chicago, wo er von 2001 an vier Jahre lang für die Hochschulmannschaft Blue Demons damals in der Conference USA (C-USA) der NCAA aktiv war. 2004 verloren die Blue Demons mit der besten Saisonbilanz aller Mannschaften der C-USA das Finale des Meisterschaftsturniers gegen die Bearcats der University of Cincinnati. In der zweiten Runde des landesweiten NCAA-Endrundenturniers verlor man gegen die favorisierten Huskies der University of Connecticut. In der letzten NCAA-Saison von Diener und der letzten der Blue Demons in der C-USA konnte man 2005 an diese Erfolge nicht mehr anschließen. Stattdessen wurde bei Diener eine operativ zu behandelnde Morbus-Crohn-Erkrankung festgestellt, die zu einer mehrmonatigen Rehabilitation zwang und eine Karriere als professioneller Sportler in Frage stellte.
Nach seiner Rehabilitation versuchte sich Diener trotzdem als Profi und unterschrieb seinen ersten Vertrag 2006 in der zweiten italienischen Liga Legadue bei Ignis aus dem Castelletto sopra Ticino im Piemont, die sich nur unwesentlich am Saisonende auf den zwölften Platz verbesserten und die Play-offs um den Aufstieg in die höchste Spielklasse deutlich verpassten. Mit knapp 17 Punkten pro Spiel und einer guten Trefferquote von knapp 40 % bei Distanzwürfen von hinter der Dreipunktelinie empfahl er sich jedoch nach seiner ersten Profisaison als Rookie für höhere Aufgaben und wurde, nachdem seine bisherige Mannschaft in die Provinzhauptstadt nach Novara umzog, vom Erstligisten Pierrel aus dem sizilianischen Capo d’Orlando verpflichtet. Während der Saison wechselte Diener im Februar 2008 zum Meister und Titelverteidiger Montepaschi aus Siena in der Toskana und wurde bei Pierrel durch seinen ehemaligen Mannschaftskameraden bei den Blue Demons Sammy Mejia ersetzt. Im höchstrangigen europäischen Vereinswettbewerb EuroLeague 2007/08 erreichte er mit der Mannschaft das Final-Four-Turnier, wo man einen dritten Platz belegte. Montepaschi konnte in den Play-offs bis auf eine einzelne Niederlage in der Finalserie seinen nationalen Titel erfolgreich verteidigen.
Für die Saison 2008/09 wurde Diener vom italienischen Pokalsieger und Vorjahresdritten A.IR. aus Avellino in Kampanien verpflichtet, die Dieners vormalige Mannschaft Pierrel bei deren einziger Play-off-Teilnahme im Vorjahr besiegt hatten, bevor der sizilianischen Mannschaft aus wirtschaftlichen Gründen die Lizenz entzogen worden war. Mit der süditalienischen Mannschaft nahm Diener erneut an der EuroLeague 2008/09 teil, wo man jedoch nach nur drei Siegen in zehn Vorrundenspielen ausschied. Anschließend verpasste man nicht nur die Titelverteidigung im Pokalwettbewerb, sondern auf dem elften Platz den erneuten Einzug in die Play-offs um die Meisterschaft. Zur folgenden Saison wechselte Diener erneut zum Vorjahresdritten und spielte für Banca Tercas aus Teramo in den Abruzzen. Doch auch mit dieser Mannschaft belegte er in der Saison 2009/10 den elften Platz der regulären Saison und schied bereits nach der Vorrunde des Eurocup 2009/10 nach unter anderem zwei knappen Niederlagen gegen den späteren deutschen Finalisten Alba Berlin aus. Ein Jahr später reichte es 2011 gar nur zum vorletzten Tabellenplatz in der nationalen Meisterschaft, so dass Teramo nur durch Zahlung für eine Wildcard den Klassenerhalt erreichen konnte.
Für die Saison 2011/12 wechselte Drake Diener zum Vorjahresaufsteiger Banco di Sardegna aus Sassari auf Sardinien, die sich mit seinem Cousin Travis Diener auf Anhieb für die Play-offs um die Meisterschaft qualifiziert hatten. Zusammen gewann man den Ligapokal der Serie A und verbesserte sich auf den vierten Platz der regulären Saison, um danach in der Play-off-Halbfinalserie glatt in drei Spielen gegen Serienmeister Montepaschi auszuscheiden. Trotzdem war der Verein erstmals für einen europäischen Vereinswettbewerb qualifiziert, wo man jedoch im Eurocup 2012/13 bereits in der Vorrunde ausschied. In der nationalen Meisterschaft erreichte man jedoch den zweiten Platz der regulären Saison. In der ersten Play-off-Runde gegen Lenovo Cantù gewann man die ersten beiden Spiele, verlor jedoch vier der folgenden fünf Spiele. Nach dem erstmaligen Gewinn des italienischen Pokalwettbewerbs in der Saison 2013/14 im Finale gegen Titelverteidiger Montepaschi konnte die Mannschaft bei der erneuten Teilnahme im Eurocup 2013/14 in der zweiten Gruppenphase im Entscheidungsspiel den deutschen Meister Brose Baskets bezwingen. In den K.-o.-Spielen des Achtelfinales verlor man jedoch wiederum zweimal gegen den deutschen Pokalsieger Alba Berlin. Nach dem vierten Platz der regulären Saison zog man erneut in die Play-off-Halbfinalserie ein, die diesmal gegen EA7 Emporio Armani Mailand verloren ging. Drake Diener konnte mit 32 Jahren in der regulären Saison zum fünften Mal in Folge seine persönlichen Statistiken in der Serie A verbessern und erreichte mit knapp 19 Punkten pro Spiel, einer Feldwurfquote von über 60 % und einer Dreipunktwurfquote von 50 % für einen Profi auf seiner Position traumhafte Quoten, worauf er als MVP der regulären Saison der Serie A ausgezeichnet wurde.